# Grand Prix de Suisse a cronometro

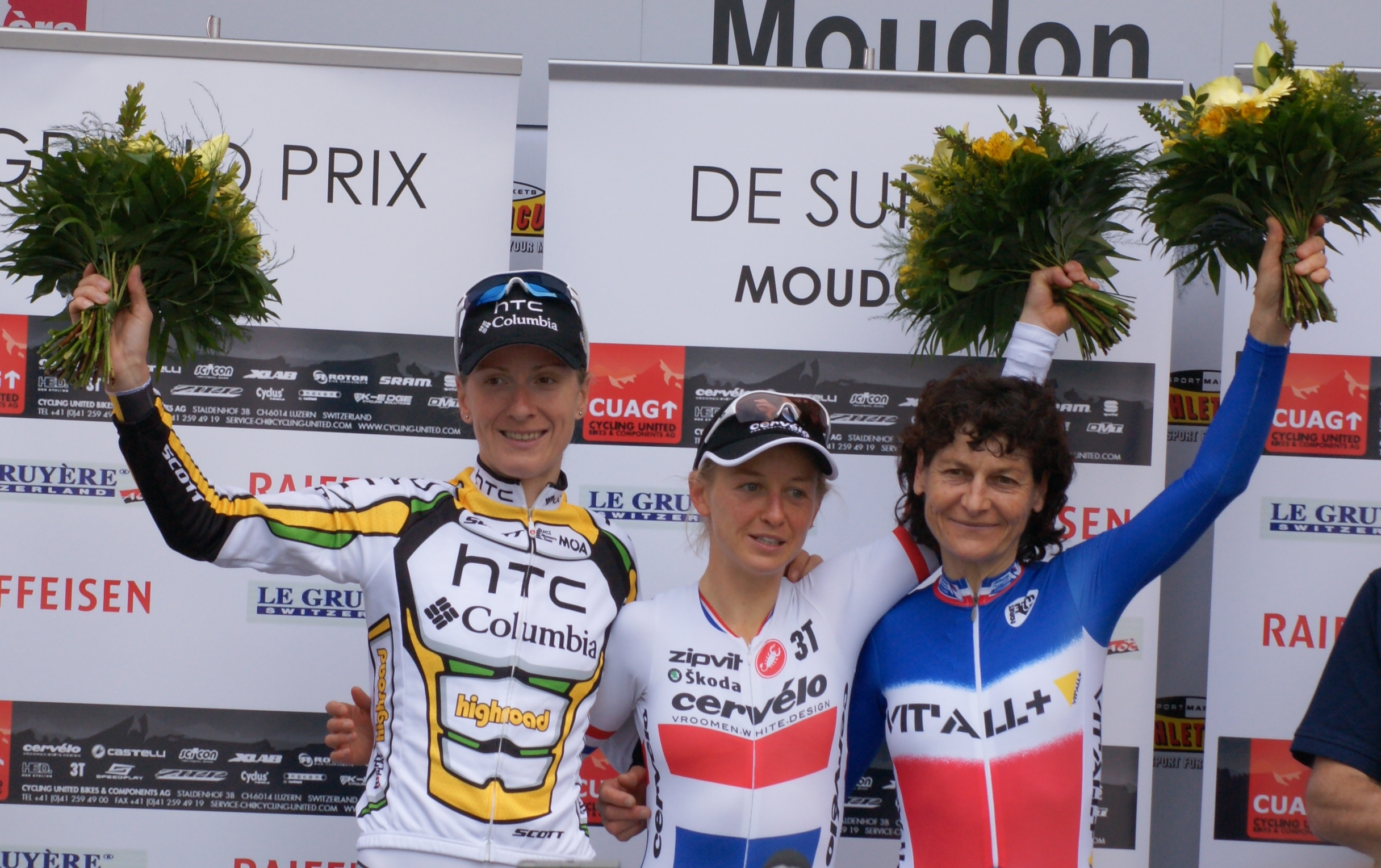
Il podio dell'edizione 2010: da sinistra Judith Arndt, Emma Pooley e Jeannie Longo

Il Grand Prix de Suisse era una corsa a cronometro femminile di ciclismo su strada che si teneva nel Canton Vaud, in Svizzera.
Creata come Souvenir Magali Pache nel 2001 in onore di Magali Pache, ventiduenne ciclista svizzera morta per un incidente nel 2000 in Francia, la prova veniva tradizionalmente disputata a Losanna sul percorso di quella che fino al 2007 era la gara a cronometro di chiusura del Tour de Romandie maschile. Nel 2008 la gara venne rinominata Grand Prix de Suisse-Souvenir Magali Pache e tenuta a Sion; l'anno dopo si corse a Yverdon-les-Bains e nel 2010 a Moudon, sempre sul tracciato della quarta tappa del Tour de Romandie maschile. In queste ultime tre edizioni la competizione era inserita nel calendario internazionale UCI come evento di categoria 1.1.

## Albo d'oro
Aggiornato all'edizione 2010.
| Anno                                       | Vincitrice            | Seconda               | Terza                 |
| Souvenir Magali Pache                      | Souvenir Magali Pache | Souvenir Magali Pache | Souvenir Magali Pache |
| ------------------------------------------ | --------------------- | --------------------- | --------------------- |
| 2001                                       | Leontien van Moorsel  | Diana Žiliūtė         | Jeannie Longo         |
| 2002-03                                    | non disputato         | non disputato         | non disputato         |
| 2004                                       | Oenone Wood           | Lyne Bessette         | Margaret Hemsley      |
| 2005                                       | Karin Thürig          | Christiane Soeder     | Nicole Brändli        |
| 2006                                       | Nicole Cooke          | Priska Doppmann       | Zul'fija Zabirova     |
| 2007                                       | Kristin Armstrong     | Christiane Soeder     | Karin Thürig          |
| Grand Prix de Suisse-Souvenir Magali Pache |                       |                       |                       |
| 2008                                       | Christiane Soeder     | Kristin Armstrong     | Amber Neben           |
| 2009                                       | Christiane Soeder     | Jeannie Longo         | Emma Pooley           |
| 2010                                       | Emma Pooley           | Judith Arndt          | Jeannie Longo         |